# Leiosauridae
Leiosauridae је фамилија гуштера. Ендемична је за област Централне и Јужне Америке. 

## Генера
Фамилија Leiosauridae садржи следећих шест родова: 
- Anisolepis Boulenger, 1885
- Diplolaemus Bell, 1843
- Enyalius Wagler, 1830
- Leiosaurus A.M.C. Duméril & Bibron, 1837
- Pristidactylus Fitzinger, 1843
- Urostrophus A.M.C. Duméril & Bibron, 1837